# Périsplénite
La périsplénite est une inflammation aiguë de la capsule de la rate et de son revêtement péritonéal,.
Cet accident est rare, généralement observé chez les patients jeunes et d'âge moyen. Il se manifeste soit par une douleur aiguë de l'hypochondre gauche, ou en bas de la poitrine qui peut simuler une douleur pleurétique gauche ou un syndrome douloureux abdomen aigu.
A l'examen de la pièce opératoire, on constate une inflammation œdémateuse aiguë de la capsule splénique et de son revêtement péritonéal. Le passage à une forme chronique peut entraîner un épaississement capsulaire et une calcification. Elle est généralement associée à une splénomégalie causée par une drépanocytose, une thalassémie, une bilharziose, le paludisme ou un lymphome.
La tomodensitométrie révèle un rebord mince sous-capsulaire circonférentiel de tissu splénique marginal œdémateux.
Le traitement médical à la phase aiguë repose sur les anti-inflammatoires, éventuellement associés aux antibiotiques qui à ce stade visent à prévenir les complications infectieuses. En cas de périsplénite chronique, une splénectomie peut être envisagée
. Une complication de la périsplénite non traitée est l'abcès splénique. Le principal diagnostic différentiel est l'infarctus splénique.